# IMT Smile
IMT Smile je prešovská hudební skupina, kterou v roce 1992 založili bratři Ivan a Miro Táslerovi.

## Historie skupiny
Název kapely je složen z iniciál Táslerovcov. Později se k nim přidal Mirov spolužák z konzervatoře, Peter Bič (kytara). Po několika koncertech a nahraných skladbách se skupina rozpadla. Své první demo nahráli Ivan s Mirem v roce 1993. Byly to nahrávky zhudebněných humorných textů Ľubomíra Feldeka. Na nahrávání s Táslerovcami spolupracoval bubeník Martin Migaš. Několik měsíců nato se Miro Tásler s Petrem Bičem znovu pokusili o nahrávky dvou Ivanem nazpívaných skladeb.
V roce 1994 organizoval Robo Grigorov soutěž s názvem RG tip, v níž skupina IMT Smile s písněmi "Pán v saku" a "Spím" zvítězila. V následujících měsících kapela hledala svůj styl, hrála skladby v různých hudebních žánrech přes rock, punk rock, ale i reggae, skupina měnila svůj název jednou byli Epitath, později Ruka, v létě roku 1995 hráli na open festivalu Marakaňa v Prešově dvakrát: jednou jako Ruka a podruhé jako IMT Smile. Na Rock FM Feste '95 skupina IMT Smile vystoupila se skladbou "Poslali ma fundeluka" ve složení: Ivan a Miro Táslerovci, Martin Migaš, Peter Bič, Martin Tkáčik, Miro Borik, Marcela Kvašňáková, Jana Bednarčíková, Viera Kollárová.
V lednu 1996 dostala kapela od vydavatelství Skvrna Records nabídku na nahrání alba. V tomto období se skupinou začala zpívat další Prešovčanka, Katka Knechtová . V červnu kapela podepsala smlouvu a v studiu Relax nahrála skladby "Nepoznám" a "Balada". Při nahrávání s nimi spolupracoval Laco Lučenič. Píseň "Nepoznám" se stala hlavním singlem připravovaného alba, dobře bodovala v hitparádách a stala se ve svém období v slovenská rádiích jednou z nejhranějších. Za tento rok skupina IMT Smile převzala v únoru roku 1997 od Svazu autorů a interpretů cenu "Objav roka".
V únoru roku 1997 se skupina IMT Smile spolu se skupinami Proudy a Olympic zúčastnila společného celoslovenského turné. Dne 7. dubna kapela IMT Smile ve složení Ivan Tásler, Miro Tásler, Peter Bič, Martin Migaš a Katka Knechtová vydala své debutové album s názvem Klik-Klak, ke kterému kromě skladby "Nepoznám" vychází i další singl s názvem "Vrany".
V roce 1998 ze skupiny odchází Katka Knechtová a Martin Migaš a vzniká tak nová prešovská formace s názvem Peha. Bubeníkem skupiny se stal Martin Valihora (hrával s Richardem Müllerem, zda Janka Ledeckého) a IMT Smile vydává 26. října svůj další album s názvem Valec, který předchází úspěšný singl "Ľudia nie sú zlí". V lednu se do slovenského hitparád a rádií dostal jeden z nejznámějších hitů pocházející z tohoto alba s titulem "Veselá pesnička". V roce 1999 skupina IMT Smile absolvovala unplugged turné, sbírá hudební ocenění, vydává reedici alba Valec s názvem Valec Extra s následujícím koncertním turné Valec tour '99. V roce 2000 kapele IMT Smile vyšlo album Nech sa páči, skupina absolvovala další dva turné Nech sa páči a Gambrinus tour 2000, v následujícím roce spolupracuje na albu ’01 s Richardem Müllerem a vydává se s ním na koncertní turné.

## Sestava skupiny
- Ivan Tásler - zpěv, kytary
- Miro Tásler - klávesy, vokály
- Peter Bič - kytary, vokály
- Mário GAPA Garbera - alt / soprán / tenor saxofon, klarinet
- Tomáš Slávik - kytary
- Peter Bartoník - basová kytara
- Ivan Kormaňák - bicí
- Pavol Jeňo - trubka, multiinstrumentalista
- Kolja - basová kytara
- Josef Zima - perkuse
- Dano Soltis - bicí

## Diskografie
- 1997 - Klik-Klak
- 1998 - Valec
- 1999 - Valec Extra
- 2000 - Nech sa páči
- 2003 - IMT Smile
- 2004 - Exotica
- 2006 - Niečo s nami je
- 2008 - Hlava má sedem otvorov
- 2010 - 2010:Odysea dva